# Музей мозаики (Болгария)
Музей мозаики (болг. Музей на мозайките) — музей в городе Девня Варненской области на северо-востоке Болгарии. Музей построен на вершине большой разрушенной римской виллы времён Поздней античности. В музее собраны экспонаты мозаики древнеримского и ранневизантийского города Маркианополя, а также другие археологические артефакты.

## Вилла и музей
Музей был основан после проведения в 1976 году археологических исследований, при которых был раскопан дом Антиопы, представляющий собой римскую виллу, украшенную мозаичным полом. Вилла была построена в конце III или начале IV века нашей эры, возможно, во время правления римского императора Константина Великого (р. 306—337). Её построили на месте зданий, разрушенных в период нашествий готов в 250—251 годах; начиная с VII века вилла была заброшена из-за непрекращающихся аварских и славянских набегов.

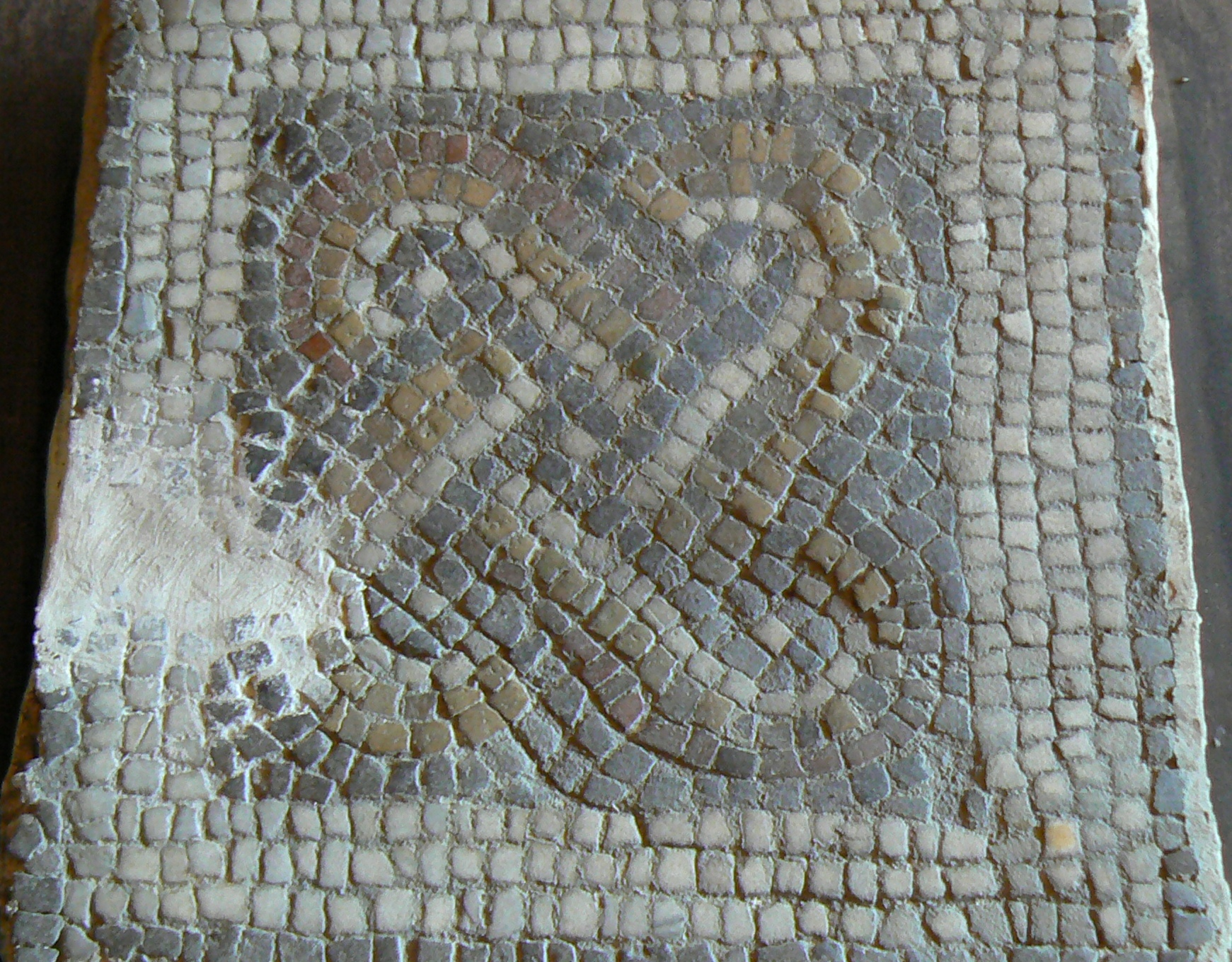
Образец римского мозаичного орнамента в музее

Вилла имеет почти квадратную форму с 21 помещением, расположенным вокруг внутреннего двора (атриума) с колодцем. Музей расположен в небольшом парке с хорошо сохранившейся римской улицей. Вокруг музея находятся несколько старинных стен, которые вместе с виллой составляют ансамбль сохранившихся руин Маркианополя. Здание музея занимает только западную часть виллы. Многие стены виллы были украшены фресками и лепниной, а пол портика и пяти других помещений был покрыт сложной мозаикой. Помимо мозаик, в музее представлены предметы, относящиеся к жизни обитателей виллы.
Современное здание музея было построено по проекту архитектора Камена Горанова. Куратор строительства Анастас Ангелов подверг стройку критике, утверждая, что 90 % веса здания приходятся на римские руины. По состоянию на 2008 год, появившиеся трещины угрожали зданию, которое также опускается из-за наличия грунтовых вод.
В 2005 году музей посетило около 10 000 человек; в 2006 году посетителей было около 8000 человек. Музей мозаики в Девне числится под № 10 среди 100 национальных туристических объектов Болгарии.

## Мозаика

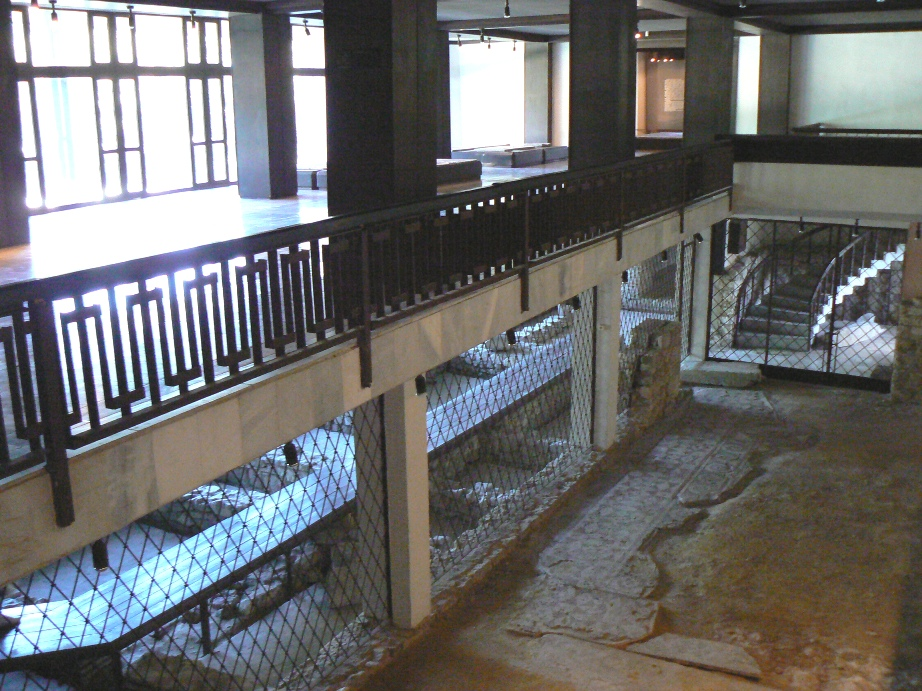
Музей изнутри

В музее всего три мозаики экспонируются в месте их первоначального размещения, остальные были перемещены, чтобы их можно было сохранить и восстановить. Мозаики были выложены римлянами с выравниванием плиток в горизонтальные или вертикальные линии и расположены так, чтобы образовать контур вокруг фигур. Плитки сделаны из мрамора, глины, известняка и цветного стекла и имеют 16 различных расцветок.
Несмотря на распространение христианства во время правления Константина, мозаики в доме Антиопы имеют исключительно языческий характер. Они изображают персонажей из греческой и римской мифологии, например, Зевса, Антиопа, Ганимеда и горгоны Медузы; в них также представлены цветочные и геометрические мотивы, изображения экзотических животных.

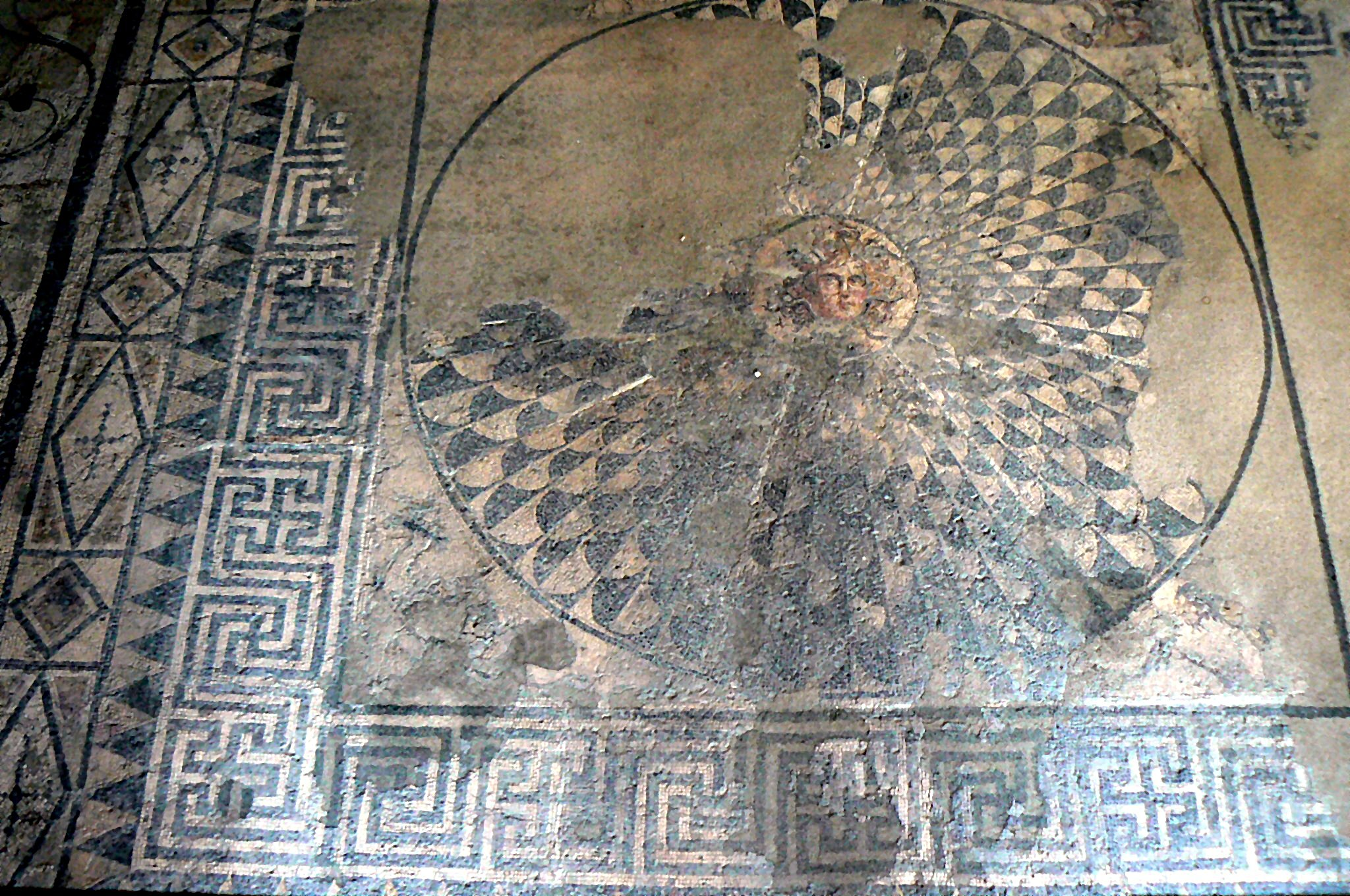
Мозаика Горгоны Медузы

Самая известная мозаика в музее изображает горгону Медузу. Она покрывает пол в таблинуме, «кабинете» владельца дома. Изображение Медузы окружено круглым щитом Афины. Несмотря на репутацию горгоны как жуткого чудовища со змеями вместо волос, её изображение в вилле не имело целью внушать ужас. Скорее, оно играло роль талисмана для защиты дома от злых сил. Медуза изображена с лицом, немного повернутым вправо, хотя её глаза смотрят влево. Для придания объёма изображению использовались плитки различных оттенков.
Мозаика с изображениями Зевса и Антиопы покрывает пол кубикулума (спальни). Куратор музея А. Ангелов утверждает, что она представляет собой одно из немногих изображений этого эпизода древнегреческой мифологии в ранневизантийском искусстве. В соответствии с преданием, Зевс изображён в обличии молодого сатира, который похищает Антиопу, привлечённый её красотой. Мозаика сопровождается двумя надписями на древнегреческом, которые непосредственно именуют персонажей: ΣΑΤΥΡΟΣ («сатир») и ΑΝΤΙΟΠΗ («Антиопа»).
Ещё одна мозаика на вилле изображает историю Ганимеда, которого Зевс в облике орла возносит на Олимп. Она покрывает стены экуса — большого зала в римском доме.
Мозаика в женских апартаментах сильно повреждена в той части, где находятся изображения животных, геометрические мотивы и персонификации четырёх времен года. Лучше сохранилось изображение осени и паннонийская геометрическая мозаика. Их перенесли в музей из другого разрушенного старинного здания Маркианополя.